# Laura Mae Lindo
Pour les articles homonymes, voir Lindo.
Laura Mae Monique Lindo, née en 1976 à Scarborough, est une professeure et femme politique provinciale canadienne de l'Ontario. Elle est la députée néo-démocrate de la circonscription ontarienne de Kitchener-Centre à l'Assemblée législative de l'Ontario de 2018 à 2023.

## Biographie
Née à Scarborough en Ontario de parents originaires de la Jamaïque, Lindo gradue de l'Université de Toronto avec un Bachelor of Arts (BA) en 1998 et par la suite en études africaines et philosophie à l'Université York. Elle complète ensuite une maîtrise en éducation à cette université, lors de laquelle elle examine le programme d'enseignement de la philosophie dans les écoles secondaires ontariennes. Lindo obtient également un doctorat en éducation avec une thèse intitulée I'm Writing for Freedom!" Mapping Public Discourse on Race in Comedy à l'Université York en 2011. Elle œuvre aussi comme directrice de la diversité pour l'Université Wilfrid-Laurier,.

## Politique
Élue en 2018, Lindo est membre du comité permanent pour la régulation et les projets de loi privés, ainsi que comme critique pour la citoyenneté et l'immigration ainsi que pour l'antiracisme,. En 2018, elle devient membre du premier caucus néo-démocrate noir au côté de ses collègues Rima Berns-McGown, Faisal Hassan, Jill Andrew et Kevin Yarde.
En décembre 2021, elle présente un projet de loi privé (Bill 67, The Racial Equity in Education Systems Act) afin d'intégrer un langage antiraciste dans les ouvrages destinés aux enfants de la garderie jusqu'à la fin de leur parcours scolaire,.
Elle est réélue en juin 2022. Mais, en janvier 2023, elle annonce son départ pour le mois de juillet à la fin de la session parlementaire, pour rejoindre le département de philosophie de l'Université de Waterloo. Elle justifie son départ en indiquant qu'en tant que mère célibataire de trois enfants qui doit se rendre régulièrement à Toronto pour siéger à Queen's Park, elle doit payer des frais de garde d'enfants au-delà de ce qu'elle paierait normalement en tant que parent ayant un emploi local.

## Famille
Sa mère Osra Lindo gradue de l'Université York en études féminines et de genre à l'âge de 79 ans,. Elle est également la nièce de l'ancien député de Scarborough-Nord et de Scarborough—Rouge River de 1985 à 2005.